# Distribuzione di Weibull
In teoria delle probabilità la distribuzione di Weibull è una distribuzione di probabilità continua definita sui numeri reali positivi e descritta dai parametri {\displaystyle \lambda } (parametro di scala o vita caratteristica) e {\displaystyle k} (parametro di forma).
Prende il nome dal matematico svedese Waloddi Weibull che la descrisse nel 1951.
La distribuzione era comunque stata già trattata dal matematico francese Maurice Fréchet nel 1927.
La distribuzione fornisce un'interpolazione tra la distribuzione esponenziale (per {\displaystyle k=1}), la distribuzione di Rayleigh (per {\displaystyle k=2}).
Viene impiegata per descrivere sistemi con tasso di guasto variabile nel tempo, come estensione della distribuzione esponenziale che prevede tassi di guasto costanti nel tempo.

## Definizione
La distribuzione di Weibull di parametri {\displaystyle \lambda >0} e {\displaystyle k>0} è definita sui reali positivi con funzione di ripartizione
{\displaystyle F(x)=1-e^{-({\frac {x}{\lambda }})^{k}},}
quindi funzione di densità di probabilità
{\displaystyle f(x)={\tfrac {k}{\lambda ^{k}}}x^{k-1}e^{-({\frac {x}{\lambda }})^{k}}.}

### Caratteristiche
I momenti semplici della distribuzione di Weibull di parametri {\displaystyle (\lambda ,k)} si possono ottenere con la sostituzione {\displaystyle t=({\tfrac {x}{\lambda }})^{k}}, {\displaystyle dt={\frac {k}{\lambda ^{k}}}x^{k-1}dx}:
{\displaystyle \mu _{n}=\int _{0}^{\infty }x^{n}{\frac {k}{\lambda ^{k}}}x^{k-1}e^{-({\frac {x}{\lambda }})^{k}}dx=\int _{0}^{\infty }\lambda ^{n}t^{\frac {n}{k}}e^{-t}dt=\lambda ^{n}\Gamma \left(1+{\tfrac {n}{k}}\right)={\frac {n\lambda ^{n}}{k}}\Gamma \left({\tfrac {n}{k}}\right)}
dove {\displaystyle \Gamma } è la funzione Gamma di Eulero.
In particolare una variabile aleatoria con questa distribuzione ha valore atteso
{\displaystyle \mathbb {E} [X]={\frac {\lambda }{k}}\Gamma \left({\tfrac {1}{k}}\right)}
e varianza
{\displaystyle {\text{Var}}(X)={\frac {2\lambda ^{2}}{k}}\Gamma ({\tfrac {2}{k}})-{\frac {\lambda ^{2}}{k^{2}}}\Gamma ^{2}({\tfrac {1}{k}}).}
I quantili {\displaystyle q_{\alpha }} di ordine {\displaystyle \alpha } si esprimono tramite l'inversa della funzione di ripartizione,
{\displaystyle q_{\alpha }=\lambda \left(\ln {\frac {1}{1-\alpha }}\right)^{\frac {1}{k}}}
in particolare la mediana è
{\displaystyle q_{1/2}=\lambda (\ln 2)^{\frac {1}{k}}.}
La moda è il valore assunto dalla {\displaystyle x} laddove la {\displaystyle f(x)} assume un valore massimo:
{\displaystyle {\frac {df(x)}{dx}}={\frac {k(k-1)}{\lambda ^{k}}}x^{k-2}e^{-\left({\tfrac {x}{\lambda }}\right)^{k}}-{\frac {k}{\lambda ^{k}}}x^{k-1}\cdot {\frac {kx^{k-1}}{\lambda ^{k}}}e^{-\left({\tfrac {x}{\lambda }}\right)^{k}}}
che va uguagliata a {\displaystyle 0}
{\displaystyle {\frac {k(k-1)}{\lambda ^{k}}}x^{k-2}e^{-\left({\tfrac {x}{\lambda }}\right)^{k}}={\frac {k^{2}}{\lambda ^{2k}}}x^{2k-2}e^{-\left({\tfrac {x}{\lambda }}\right)^{k}}}
{\displaystyle (k-1)x^{k-2}={\frac {k}{\lambda ^{k}}}x^{2k-2}}
{\displaystyle x=\lambda \left(1-{\frac {1}{k}}\right)^{\frac {1}{k}}}
definito come vediamo per valori di {\displaystyle k>1}.
Per l'intervallo {\displaystyle [0,1]} si verifica che la funzione è decrescente ovunque, pertanto l'estremo superiore della funzione ({\displaystyle +\infty }) lo si ha in {\displaystyle 0}
Per cui in definitiva la moda è
- {\displaystyle 0} per {\displaystyle k\leqslant 1},
- {\displaystyle \lambda \left(1-{\frac {1}{k}}\right)^{\frac {1}{k}}} per {\displaystyle k>1}.

L'entropia è
{\displaystyle H(X)=\left(1-{\tfrac {1}{k}}\right)\gamma +\ln \left({\tfrac {\lambda }{k}}\right)+1,}
dove {\displaystyle \gamma } è la costante di Eulero-Mascheroni.

## Altre distribuzioni
La distribuzione di Weibull di parametri {\displaystyle (\lambda ,1)} corrisponde alla distribuzione esponenziale {\displaystyle {\mathcal {E}}\left({\frac {1}{\lambda }}\right)}.
La distribuzione di Weibull di parametri {\displaystyle (\lambda ,2)} corrisponde alla distribuzione di Rayleigh di parametro {\displaystyle 2\lambda ^{2}}.
Una possibile generalizzazione della distribuzione di Weibull prevede l'introduzione di un parametro aggiuntivo {\displaystyle \mu } e descrive la variabile aleatoria {\displaystyle X-\mu } al posto di {\displaystyle X}.
La distribuzione di Weibull è descritta, insieme alla distribuzione di Fréchet e, come caso limite, alla distribuzione di Gumbel, dalla distribuzione generalizzata dei valori estremi.

## Utilizzo
Come la distribuzione esponenziale descrive la "durata di vita" di un fenomeno privo di memoria, così la distribuzione di Weibull può descrivere la durata di vita per un fenomeno la cui "probabilità di morire" può variare nel tempo, in funzione di {\displaystyle k}.
Il tasso di guasto, ossia la densità di probabilità al tempo {\displaystyle t} condizionata dall'evento {\displaystyle X\geqslant t}, è
{\displaystyle {\frac {f(t)}{1-F(t)}}={\frac {k}{\lambda ^{k}}}t^{k-1};}
in particolare:
- per {\displaystyle k<1} il tasso di guasto diminuisce nel tempo (alta "mortalità infantile");
- per {\displaystyle k=1} il tasso di guasto è invariante nel tempo (mancanza di memoria);
- per {\displaystyle k>1} il tasso di guasto aumenta con il tempo (invecchiamento).

La distribuzione di Weibull viene utilizzata in molti ambiti che trattano appunto i guasti, come l'analisi dei guasti, l'analisi di sopravvivenza, l'ingegneria dell'affidabilità e il controllo della qualità. Viene utilizzata anche nelle previsioni meteorologiche e nell'industria eolica per descrivere la distribuzione di velocità del vento, come generalizzazione della distribuzione di Rayleigh.